# Anarete allahabadensis
Anarete allahabadensis är en tvåvingeart som beskrevs av Grover 1964. Anarete allahabadensis ingår i släktet Anarete och familjen gallmyggor. Inga underarter finns listade i Catalogue of Life.